# Daniele Galloppa
Daniele Galloppa (Rome, 15 mei 1985) is een Italiaans voormalig voetballer en huidig voetbaltrainer die doorgaans speelde als middenvelder. Tussen 2004 en 2018 was hij actief voor AS Roma, Triestina, Ascoli, Siena, Siena, Parma, Modena, Cremonese en Carrarese. Galloppa maakte in 2009 zijn debuut in het Italiaans voetbalelftal, waarvoor hij twee wedstrijden speelde.

## Clubcarrière
Galloppa is afkomstig uit de jeugdopleiding van AS Roma, maar speelde hiervoor nooit in de hoofdmacht. Tussen 2004 en 2007 werd hij verhuurd aan Triestina, Ascoli en Siena. Die laatste club nam hem in 2007 definitief over. Op 26 juni 2009 verliet Gallopa Siena vervolgens voor Parma, waar hij een vijfjarige verbintenis ondertekende. In zijn eerste jaar werd hij zevende met de club. Het jaar daarna miste hij vrijwel volledig door blessureleed. In 2015, na het faillissement van Parma, tekende Galloppa voor Modena. Na een seizoen, waarin hij vijftien wedstrijden speelde en opnieuw geblesseerd raakte aan zijn knie, verliet de middenvelder Modena weer. Hierop trainde hij mee met Cremonese. Bij die club tekende hij later ook een contract. Hierop verhuurde Cremonese hem direct voor een halfjaar aan Carrarese.

## Interlandcarrière
Galloppa maakte zijn debuut in het Italiaans voetbalelftal op 6 juni 2009. Op die dag werd een vriendschappelijke wedstrijd tegen Noord-Ierland met 3-0 gewonnen. In de tweede helft mocht de middenvelder als invaller binnen de lijnen komen voor mededebutant Gaetano D'Agostino. De andere debutanten dit duel waren Federico Marchetti (Cagliari), Davide Santon (Internazionale), Sergio Pellissier (Chievo Verona) en Giuseppe Mascara (Catania).
| Interlands van Daniele Galloppa voor Italië | Interlands van Daniele Galloppa voor Italië | Interlands van Daniele Galloppa voor Italië | Interlands van Daniele Galloppa voor Italië | Interlands van Daniele Galloppa voor Italië | Interlands van Daniele Galloppa voor Italië |
| №                                           | Datum                                       | Wedstrijd                                   | Uitslag                                     | Competitie                                  | Goals                                       |
| Als speler van Siena                        | Als speler van Siena                        | Als speler van Siena                        | Als speler van Siena                        | Als speler van Siena                        | Als speler van Siena                        |
| ------------------------------------------- | ------------------------------------------- | ------------------------------------------- | ------------------------------------------- | ------------------------------------------- | ------------------------------------------- |
| 1                                           | 6 juni 2009                                 | Italië – Noord-Ierland                      | 3 – 0                                       | Vriendschappelijk                           |                                             |
| Als speler van Parma                        |                                             |                                             |                                             |                                             |                                             |
| 2                                           | 18 november 2009                            | Italië – Zweden                             | 1 – 0                                       | Vriendschappelijk                           |                                             |

## Trainerscarrière
In augustus 2018 zette Galloppa een punt achter zijn actieve loopbaan en hierop werd hij aangesteld als trainer bij Santarcangelo, uitkomend in de Serie D.